# Ліван (хребет)
Ліва́н (араб. جبل لبنان, Ǧabal Lubnān) — гірський хребет у Лівані, відомий також як Західний гірський хребет Лівану. Простягнувся через всю країну з півдня на північ уздовж узбережжя Середземного моря довжиною близько 160 кілометрів, паралельно хребту Антиліван, розташованому на схід. Ліван від Антилівану відокремлює долина Бекаа. Найвища точка — гора Курнат-ас-Сауда, 3088 м. Вершини Ліванського хребта, висота яких перевищує 1800 м., покриті снігом майже 4 місяці на рік; на вершинах, що здіймаються на висоту понад 2500 метрів, сніг лежить приблизно 6 місяців на рік.
Історично ці гори відігравали велику роль у житті Лівану, забезпечуючи захист для місцевого населення. Можливо, саме завдяки сніжним вершинам в античні часи Ліван отримав свою теперішню назву: Лабан, що арамейською означає молочно-білий. У Лівані зміни ландшафту пов'язані не з відстанями, а з перепадами висот. Гори відомі зростаючими в них дубами і соснами. Крім того, на високих схилах Ліванського хребта залишилися останні вцілілі гаї знаменитого ліванського кедра (Cedrus libani). Фінікійці використовували цю деревину для будівництва свого флоту, торгували нею зі своїми сусідами по Леванту. Тим не менше, фінікійці і наступні правителі цієї землі дбали про те, щоб гаї не вирубували до кінця і засаджувалися новими саджанцями, тому аж до кінця XVI століття вкриті лісом площі були значними.